# 基廷大廈
基廷大廈，也稱為基廷酒店，是聖地牙哥的一家擁有 35 間客房的豪華精品酒店。基廷酒店位於煤氣燈街區的中心，靠近聖地牙哥會議中心、巴爾博亞劇院和沛可球場
這是一座五層樓的羅馬復興風格建築，建於1890 年，當時是一座辦公樓，配備了蒸汽加熱和鋼絲籠電梯等現代化便利設施。它由喬治·J·基廷设计,在基廷死后由里德兄弟完成。從 1893 年到 1912 年左右，聖地亞哥儲蓄銀行佔據了大樓的角落空間，其舊保險箱在 1980 年間仍在大樓內。
在2000年，它的内部由賓尼法利納 (Pininfarina)重新设计，在2007年，它作为基廷酒店重新开放。
在2012年，该酒店在FOX真人秀节目《地獄酒店》中亮相，该节目由)主演戈登·拉姆齊(Gordon Ramsay)
该酒店最終于2020年3月关闭。